# Šangajska organizacija za suradnju
Šangajska organizacija za suradnju je međunarodna organizacija osnovana 2001. u  Šangaju. Nastala je nakon što se Uzbekistan pridružio skupini Šangajska petorka (osnovanoj 1996.).

## Službeni nazivi
Službeni jezici su  kineski i  ruski, tako da su službeni nazivi sljedeći:
- 上海合作组织

- Шанхайская организация сотрудничества (Šanhajskaja organizacija sotrudnjičestva)

## Članstvo
Šangajska organizacija za suradnju okuplja većinom azijske zemlje, ali se može učlaniti bilo koja zemlja. Samo je Sjedinjenim Američkim Državama odbijeno članstvo.
- punopravni članovi: Rusija, Kina, Uzbekistan, Kazahstan, Kirgistan, Tadžikistan, Indija, Pakistan

- promatrači: Iran, Mongolija, Bjelorusija, Afganistan

- dijaloški partneri: Armenija, Azerbajdžan, Kambodža, Nepal, Šri Lanka, Turska

- Zajednica Neovisnih Država: Moldova, Turkmenistan, Ukrajina (ostale članice ove organizacije su punopravne ili dijaloški partneri)

Države koje formalno nisu članice, ali podržavaju organizaciju: Vijetnam, Laos, Kuba, Sjeverna Koreja, Venezuela, Abhazija, Južna Osetija. 

## Moguće širenje organizacije i sukobi sa Zapadom
Organizacija surađuje i s Afganistanom, a u manjoj mjeri i s Turskom, iako je ona članica NATO-a. Posebno je povezana s Organizacijom ugovora o zajedničkoj sigurnosti (KSOR), Euro-azijskom gospodarskom zajednicom i Zajednicom neovisnih država. Kako se vjerojatno radi o vojnom savezu (iako Šangajska organizacija za suradnju službeno to nije), zanimljiv je status Mauricijusa i Maldiva, koji su službeno pod zaštitom indijske vojske, ali nisu članovi organizacije. Butan također ima slične ugovore s Indijom. Vjerojatno širenje utjecaja išlo bi prema Africi jer Kina i Indija imaju vrlo velik utjecaj u gotovo svim afričkim državama, ili prema Pacifiku, koji Kina smatra sferom svojeg utjecaja.

## Početci
26. travnja 1996. Rusija, Kina, Kirgistan, Tadžikistan i Kazahstan osnovali su Šangajsku petorku, organizaciju koja je nakon pristupa Uzbekistana 15. srpnja 2001. preimenovana u Šangajsku organizaciju za suradnju. Mišljenja oko daljnjeg proširenja organizacije su podijeljena.

## Struktura
Vijeće šefova država najvažnije je tijelo Šangajske organizacije za suradnju. Sastaje se na svim vršnim sastancima, a čine ga:
- Sooronbai Jeenbekov (Kirgistan)

- Xi Jinping (Kina)

- Shavkat Mirziyoyev (Uzbekistan)

- Kassym-Jomart Tokayev (Kazahstan)

- Vladimir Putin (Rusija)

- Emomali Rahmon (Tadžikistan)

- Arif Alvi (Pakistan)

- Ram Nath Kovind (Indija)

Drugo po važnosti je vijeće predsjednika vlada. Također se sastaje na svim vršnim sastancima.

## Aktivnosti
Šangajska organizacija za suradnju se bavi vojnom, sigurnosnom, gospodarskom i kulturnom suradnjom.

## Vanjske poveznice
Službene stranice